# تومویوکی شیرایشی
تومویوکی شیرایشی (انگلیسی: Tomoyuki Shiraishi؛ زادهٔ ۱۰ ژوئن ۱۹۹۳) بازیکن فوتبال اهل ژاپن است.